# Phyllachora tapirirae
Phyllachora tapirirae är en svampart som beskrevs av Viégas 1944. Phyllachora tapirirae ingår i släktet Phyllachora och familjen Phyllachoraceae.   Inga underarter finns listade i Catalogue of Life.